# Anthurium paraguasense
Anthurium paraguasense är en kallaväxtart som beskrevs av Thomas Bernard Croat. Anthurium paraguasense ingår i släktet Anthurium och familjen kallaväxter. Inga underarter finns listade.